# Millpark Cricket Club
Millpark Cricket Club era un club di cricket a Gilford, County Down, Irlanda del Nord, l'ultimo playde della Sezione 3 della NCU Senior League. Il club, originariamente con sede a Millpark, un'area situata tra Gilford e Banbridge, si è trasferito a breve distanza dalla sua seconda e ultima casa Banford Green, nel 1969. Nel 2017, il club si è fuso con Donaghcloney Cricket Club sotto il nome di Donaghcloney Mill Cricket Club.
Dopo aver trascorso la maggior parte dei suoi anni nei campionati inferiori, l'epoca d'oro di Millpark è stata tra la fine degli anni '90 e l'inizio degli anni 2000 quando gli Irish International, David Dennison e i fratelli Alan e Noel Nelson sono tornati al loro club per ragazzi dai vicini Waringstown CC. 
Questi anni hanno visto il club vincere la NCU Sezione 4 (imbattuto in campionato), ottenere nuovamente la promozione l'anno successivo e condividere la prestigiosa NCU Junior Cup nel 1999. 
Dopo il ritiro dei tre nazionali, Millpark si consolida per alcuni anni nel terzo livello della NCU, prima di scivolare di nuovo in fondo alla classifica. Reclutare giocatori era un problema crescente, e nel 2015 fu presa la decisione di abbandonare la seconda squadra, prima nel 2016 di rifiutare un uso minimo del terreno a Waringstown per quello che sarebbe stato un compenso utile, per poi dare il prezioso terreno a un vicini di casa Donaghcloney CC una volta esaurite le risorse liquide del club.